# Аржело (Атлантски Пиринеји)
Аржело (фр. Argelos) насеље је и општина у југозападној Француској у региону Аквитанија, у департману Атлантски Пиринеји која припада префектури По.
По подацима из 2011. године у општини је живело 255 становника, а густина насељености је износила 42,43 становника/km². Општина се простире на површини од 6,01 km². Налази се на средњој надморској висини од 158 метара (максималној 264 m, а минималној 142 m).

## Демографија
| 1962. | 1968. | 1975. | 1982. | 1990. | 1999. | 2011. |
| ----- | ----- | ----- | ----- | ----- | ----- | ----- |
| 133   | 128   | 136   | 131   | 197   | 217   | 255   |

График промене броја становника у току последњих година